# Ferni Presas
Fernando "Ferni" Presas Vías (Madrid, 4 de noviembre de 1957) es un músico español. Ha sido componente (como bajista) de los grupos Gabinete Caligari y Paraphernalia.
En 1975, junto con Jaime Urrutia, Eugenio Haro Yvars (hijo del escritor Eduardo Haro Tecglen) y Edi Clavo, todos ellos estudiantes de la Universidad Complutense de Madrid, fundan el grupo Rigor Mortis que comienzan como teloneros de Burning en un concierto en la Facultad de Periodismo de la Universidad Complutense de Madrid. Un año después, con la llamada a filas de Eugenio, Rigor Mortis deja de existir.
Tras ello, Ferni Presas monta junto con Eugenio Haro el grupo Los Automáticos, a los que se suele unir Edi Clavo por temporadas. Todo ello lo compatibiliza con otro grupo formado con Jaime Urrutia y Edi Clavo formando el grupo Los Drugos.
Eduardo Haro Ibars, hermano mayor de Eugenio, colaborará en contadas veladas con los miembros de estos grupos, fusionando la música de estos con la recitación de su poesía. Dichas actuaciones las abordarán bajo el nombre de Gelatina Dura, extraído de un verso (<<allá tras las montañas de gelatina dura>>) del poema de Eduardo intitulado "Soles gemelos", incluido en su libro Empalador (1980).
La colaboración de Eduardo Benavente con Nacho Canut, Jaime Urrutia, Edi Clavo y Ferni Presas desemboca en la fundación de Parálisis Permanente y Gabinete Caligari (1981) que sacan su primer disco.
- Datos: Q5860577